# Rhypopteryx pinheyi
Rhypopteryx pinheyi är en fjärilsart som beskrevs av Collenette 1953. Rhypopteryx pinheyi ingår i släktet Rhypopteryx och familjen tofsspinnare. Inga underarter finns listade.